# Cesare Zavattini
Cesare Zavattini [Dzavatýny] (20. září 1902 Luzzara – 13. října 1989 Řím) byl italský prozaik a filmový scenárista, představitel italského neorealismu.
Zavattini studoval práva na univerzitě v Parmě, ale právu se nikdy nevěnoval. Roku 1930 se odstěhoval do Milána.
V roce 1939 se setkal s Vittorio De Sicou, s nímž spolupracoval na několika filmech.

## Dílo

### Filmová tvorba
- Děti ulice
- Zloději kol
- Zázrak v Miláně
- Umberto D.
- Řím v 11 hodin
- Boccaccio '70
- Slunečnice
- Sanchezovy děti
- Hon na lišku (1966)

### Literární tvorba
Napsal i několik povídek, některé z nich byly zfilmovány.
- Zázrak v Miláně
- Umberto D.